# Kuala Jeumpa
Kuala Jeumpa is een bestuurslaag in het regentschap Bireuen van de provincie Atjeh, Indonesië. Kuala Jeumpa telt 2072 inwoners (volkstelling 2010).